# Kanton Le Mans-Ouest
Kanton Mans-Ouest is een voormalig kanton van het Franse departement Sarthe. Kanton Mans-Ouest maakte deel uit van het arrondissement Le Mans en telde 16.445 inwoners (1999). Het werd opgeheven bij decreet van 24 februari 2014 met uitwerking op 22 maart 2015.

## Gemeenten
Het kanton Le Mans-Ouest omvatte enkel een deel van de gemeente Le Mans. 